# Medalha Wigner
A Medalha Wigner é uma condecoração idealizada a "reconhecer contribuições destacadas para o entendimento da física mediante teoria dos grupos". É administrada pela Fundação Teoria de Grupos e Física Fundamental.
A medalha foi concedida pela primeira vez em 1978, a Eugene Wigner.

## Agraciados
- 1978 Eugene Wigner
- 1978 Valentine Bargmann
- 1980 Israel Gelfand
- 1982 Louis Michel
- 1984 Yuval Ne'eman
- 1986 Feza Gürsey
- 1988 Isadore Singer
- 1990 Francesco Iachello
- 1992 Julius Wess e Bruno Zumino
- 1996 Victor Kac e Robert Moody
- 1998 Marcos Moshinsky
- 2000 Lochlainn O'Raifeartaigh
- 2002 Harry Lipkin
- 2004 Erdal İnönü
- 2006 Susumu Okubo
- 2008 Não concedida
- 2010 Michio Jimbo
- 2012 Alden Mead[3][4]
- 2014 Joshua Zak
- 2016 Bertram Kostant